# Casino Boogie
〈Casino Boogie〉는 영국의 록 밴드 롤링 스톤스의 곡으로, 1972년 음반 《Exile on Main St.》은 믹 재거와 키스 리처즈가 작곡한 곡으로, 프랑스 남부에 있는 리처즈의 집인 빌라 넬코트에서 녹음되었다. 그 노래는 "부기" 느낌을 주는 직설적인 블루스 리듬을 가지고 있다. 리처즈의 두드러진 백 보컬과 바비 키스의 색소폰 솔로가 트랙의 또 다른 특징이다.

## 발매
싱글로 발매되지 않았고 롤링 스톤스에서 라이브로 연주된 적이 없다.